# 대한민국 형사소송법 제262조의3
대한민국 형사소송법 제262조의3는 비용부담 등에 대한 형사소송법의 조문이다.

## 조문
제262조의3(비용부담 등) ① 법원은 제262조제2항제1호의 결정 또는 제264조제2항의 취소가 있는 경우에는 결정으로 재정신청인에게 신청절차에 의하여 생긴 비용의 전부 또는 일부를 부담하게 할 수 있다.
②법원은 직권 또는 피의자의 신청에 따라 재정신청인에게 피의자가 재정신청절차에서 부담하였거나 부담할 변호인선임료 등 비용의 전부 또는 일부의 지급을 명할 수 있다.
③제1항 및 제2항의 결정에 대하여는 즉시항고를 할 수 있다.
④제1항 및 제2항에 따른 비용의 지급범위와 절차 등에 대하여는 대법원규칙으로 정한다.
[본조신설 2007.6.1.]

## 참고 문헌
- 손동권 신이철, 새로운 형사소송법(초판, 2013), 세창, 2013. ISBN 9788984114081